# クラレンス・オールドフィールド
クラレンス・オールドフィールド（Clarence Winston Oldfield、 1899年11月27日 – 1981年12月14日）は、南アフリカの陸上競技選手である。彼は、1920年に開催されたアントワープオリンピックの4×400mリレー走で銀メダルを獲得した。

## 経歴
オールドフィールドは南アフリカ代表として、1920年のアントワープオリンピックと1924年パリオリンピックの2回連続で出場している。
アントワープオリンピックでは、400メートル走と4×400mリレー走に出場した。400メートル走では1次予選を通過したものの準々決勝で敗退し、メダル獲得はならなかった 。4×400mリレー走では、ヘンリー・ダフェル、ベビル・ラッド、ジャック・ウースターラークとチームを組んで第2走者を任された。決勝では、3分22秒2で優勝したイギリス代表チームに次いで3分23秒0の記録で2位に入り、銀メダルを獲得した。
4年後のパリオリンピックでは400メートル走と800メートル走に出場したが、いずれも決勝進出を逃している。 　

## オリンピックでの成績
| 年   | 大会                     | 場所                     | 種目           | 結果                | 記録     |
| ---- | ------------------------ | ------------------------ | -------------- | ------------------- | -------- |
| 1920 | アントワープオリンピック | アントワープ（ベルギー） | 400メートル走  | 準々決勝敗退（5位） | 51秒1    |
| 1920 | アントワープオリンピック | アントワープ（ベルギー） | 4×400mリレー走 | 2位                 | 3分23秒0 |
| 1924 | パリオリンピック         | パリ（フランス）         | 400メートル走  | 準決勝敗退（5位）   | 49秒0    |
| 1924 | パリオリンピック         | パリ（フランス）         | 800メートル走  | 準決勝敗退（6位）   |          |